# Ch'ols
Cet article concerne le peuple ch'ol. Pour la langue ch'ol, voir Ch'ol.
Les Ch'ols sont un peuple amérindien du groupe maya.

## Le début duXXesiècle
Les Ch'ols vivent jusqu'au milieu du XIXe siècle relativement préservés de l'influence espagnole. À cette époque, des investisseurs allemands et américains les emploient comme main-d'œuvre pour les plantations de café dans des conditions de labeur déplorables. Dans les années 1930, à la suite d'une réforme agraire qui suit la révolution mexicaine, ils prennent le contrôle de certaines plantations. Les Ch'ols, avec notamment les Tzoztils et les Tzeltals. 

## Le zapatisme
Les Ch'ols  sont à l’origine de la révolte zapatiste commencée en janvier 1995, au Chiapas, en réaction à l’oppression des peuples indiens au Mexique. Manuel Pérez García, député fédéral mexicain mais aussi d'origine chol a déclaré que la violence dans la zone Nord du Chiapas a commencé lorsque le député Samuel Sánchez chef d'un groupe paramilitaire appelé Paz y Justicia ordonna l'évacuation de plusieurs communautés indiennes de Tila.Il a accusé également ces paramilitaires de voler le bétail. Ces indiens ch'ols ont dû finalement quitter leurs communautés et trouver refuge ailleurs pendant plusieurs mois. La population ch'ol s'élève actuellement à une centaine de milliers de personnes, qui résident principalement à Palenque, Tumbalá, Salto de Agua, et Tila.